# Destruent

Destruenten im Stoffkreislauf

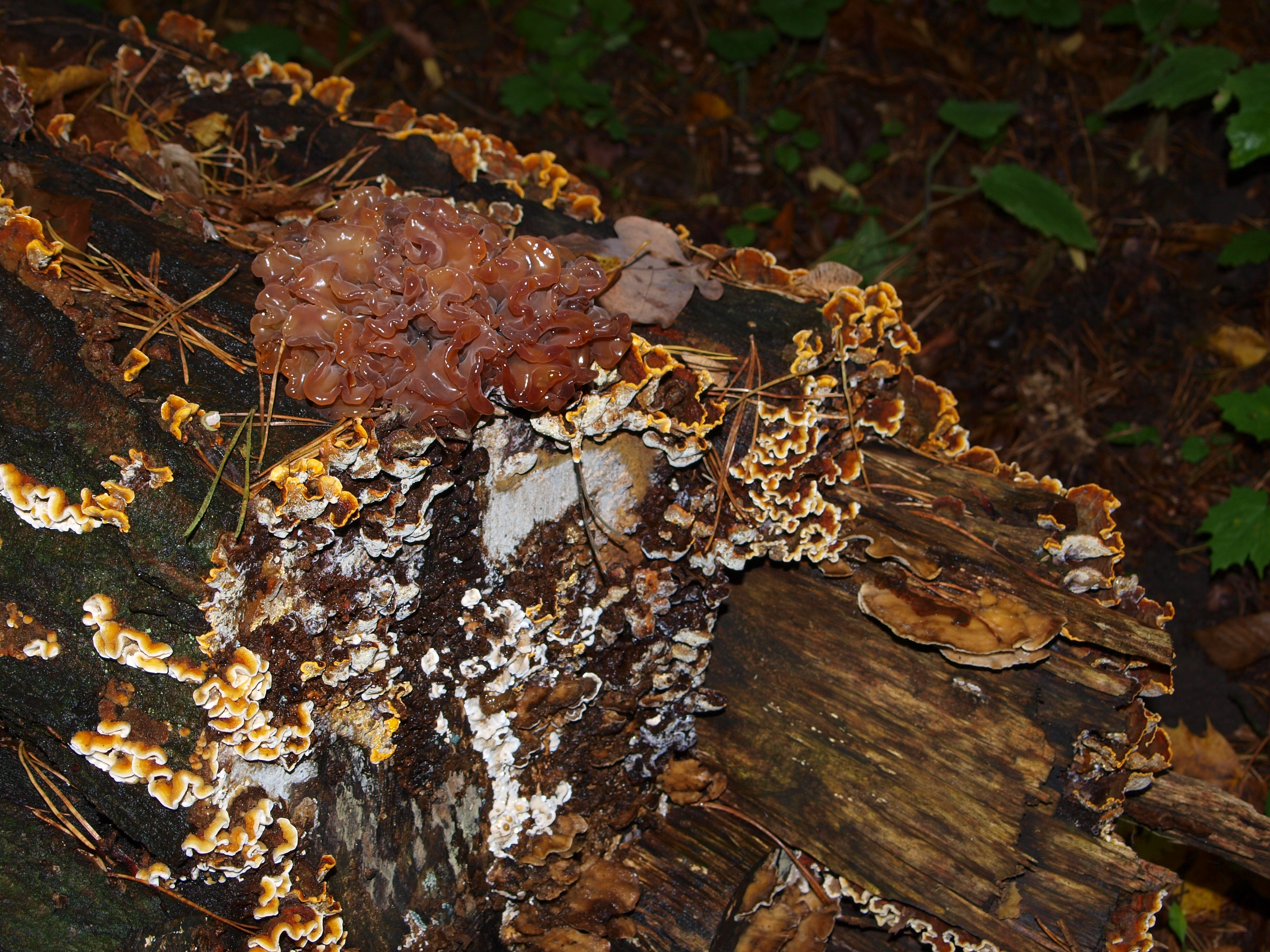
Pilze zersetzen einen Baumstamm

Als Destruent (auch Reduzent oder (Re-)Mineralisierer) wird in der Ökologie ein Organismus bezeichnet, der organische Substanzen abbaut und in anorganische Bestandteile zerlegt. Man bezeichnet Destruenten deshalb auch als Zersetzer.
Bakterielle Destruenten besiedeln sowohl anaerobe als auch aerobe Lebensräume, wobei in aeroben Bereichen (mit Sauerstoff) auch Pilze als Destruenten fungieren.
Bakterien und Pilze werden teilweise immer noch mit dem Ausdruck Saprophyten zusammengefasst (abgeleitet von griechisch φυτόν phyton: Pflanze); das geht auf Zeiten zurück, als man beide Gruppen noch dem Pflanzenreich zuordnete. Darüber hinaus werden allerdings auch Pflanzen (insbesondere diverse Orchideen) Saprophyten genannt, die nicht oder nur eingeschränkt zur Photosynthese fähig sind und ihren Nährstoffbedarf zumindest teilweise über tote, organische Materie decken, wenn sie nicht parasitär leben.

## Beschreibung
Destruenten sind in der Regel Bakterien und Pilze, die z. B. Braunfäule verursachen, wie der Echte Hausschwamm. Zu den Destruenten gehören im weiteren Sinne auch die Saprophagen, die sich von totem organischem Material ernähren; Saprophagen und Saprophyten zusammen werden von einigen Autoren als Saprobionten zusammengefasst. Saprophage zersetzen allerdings die organische Materie nicht vollständig zu anorganischem Material, sondern scheiden einen Teil als Kot ab.
Destruenten sind ausschließlich heterotrophe Organismen. Sie bilden einen entscheidenden Teil des Stoffkreislaufs, indem sie den Produzenten die anorganischen Stoffe wieder zur Verfügung stellen.
Bei der Remineralisation werden zwei Phasen unterschieden: Die mechanische Zerkleinerung und die biochemische Zersetzung. Zu den Tieren, die für die Zerkleinerung und Verteilung der organischen Substanz im Boden sorgen, gehören z. B. vor allem Hornmilben, Regenwürmer, Springschwänze oder Vielborster. Pilze und Bakterien vollenden den Prozess und stellen wieder das Ausgangsmaterial für die Assimilation bereit.
Die Abbaugeschwindigkeit variiert und ist unter anderem abhängig von Beschaffenheit der organischen Stoffe sowie von Temperatur und pH-Wert. Eine hohe Temperatur und ein neutraler pH-Wert wirken dabei beschleunigend.
Destruenten sind global gesehen ressourcen- oder substratkontrolliert. Sie werden durch die Menge des verfügbaren toten organischen Materials begrenzt und nicht durch andere Faktoren wie Krankheiten oder Parasiten.